# Jean Michel de Venture de Paradis
Pour les articles homonymes, voir Paradis (homonymie) et Venture.
Jean-Michel de Venture de Paradis, né le 8 mai 1739 à Marseille et baptisé à l'église Saint Ferréol et mort le 16 mai 1799 vers Acre ; c'est un orientaliste français.

## Biographie
Fils d'une famille de diplomates et de militaires (interprète du Roi au Levant), il suit des études à l'École des enfants de langues, dans les locaux du collège Louis-le-Grand, à Paris. Après un stage à l'ambassade de France à Constantinople, il occupa différents postes de drogman en Syrie, en Égypte, au Maroc, à Tunis et à Alger. Il participa également, en tant qu'interprète, à la mission d'inspection des Échelles du Levant qui fut confiée au baron de Tott. Secrétaire-interprète de l'ambassade de France à Constantinople.
Il revient à Paris en 1797 pour occuper la chaire de turc à l'École des langues orientales.
C'est le doyen d'âge des membres de la Commission des sciences et des arts. Il est désigné comme premier interprète (interprète militaire) de l'Armée d'Orient, il traduit les textes de Bonaparte vers l'arabe et tente de le conseiller pour la mise en œuvre d'une politique méditerranéenne. Membre de l'Institut d'Égypte le 22 août 1798, dans la section de littérature et arts.
Jean-Joseph Marcel, qui fut son élève, dit qu'il mourut de dysenterie, mais d'autres parlent de peste. Une autre hypothèse suppose qu'il serait mort le 19 avril 1799 à Nazareth, malade à la suite du siège de Saint Jean d'Acre. Son corps n'a pas été retrouvé.
Marié le 14 juin 1774 au Caire avec Victoria Digeon, il eut deux filles dont l'une, Jeanne Venture de Paradis épousa en 1810 l'horloger Antoine Louis Breguet, fils du célèbre Abraham-Louis Breguet, qui fut un ascendant de l'actrice Clémentine Célarié et l'autre fille qui épousa Joseph Sulkowski, aristocrate polonais, aide de camp préféré de Napoléon Bonaparte lors de l'expédition d'Égypte.